# Rue de l'échiquier
Pour la rue parisenne, voir Rue de l'Échiquier.
Rue de l'échiquier est une maison d'édition indépendante et engagée dans le domaine des sciences humaines et sociales.

## Présentation
Fondée en 2008, elle propose des ouvrages de référence autour de l'écologie, du développement durable et de l'économie sociale et solidaire.
La maison dispose d'une librairie spécialisée en sciences humaines située dans le 11e arrondissement de Paris.

## Collections
« Initiales DD » offre au public francophone les traductions de textes des précurseurs et inventeurs du développement durable. Cette collection propose en 2011 la première traduction en français de l'ouvrage de Janine Benyus Biomimétisme : Quand la nature inspire des innovations durables, fondateur des recherches s'inspirant du vivant.
En 2012 est publiée la traduction du rapport Meadows Les Limites à la croissance (dans un monde fini), de Donella Meadows, Dennis Meadows et Jorgen Randers. 
« Diagonales » regroupe des essais portant sur des sujets d'actualité. En 2016, la publication dans cette collection de l'essai Comment la France a tué ses villes d'Olivier Razemon pointe le phénomène de dévitalisation des centres-villes.  
En 2017, l'essai De quoi Total est-elle la somme ? Multinationales et perversion du droit, du philosophe Alain Deneault propose une synthèse sur les moyens dont use la compagnie pour asseoir son hégémonie.
« L'écopoche », collection relative à l'écologie, le développement et l'économie durables, reprend des titres précédemment publiés dans les autres collections.